# Maciej Mikołajczyk (muzyk)
Maciej Mikołajczyk, pseud. Miki (ur. ok. 1968, zm. 24 kwietnia 2021) – polski gitarzysta basowy i autor tekstów piosenek, członek zespołu punk rockowego Cela nr 3.
Był współzałożycielem i basistą punk rockowego zespołu Cela nr 3 z Grudziądza (który powstał początkowo jako Zanik Pamięci) w 1985. Z zespołem nagrał materiał, który trafił między innymi na wydaną dopiero w 2004 roku płytę pt. Dedykacja dla Kurdupla zawierającą archiwalne nagrania z lat 1984–1996. Był również autorem jednego z najpopularniejszych utworów z początków zespołu pt. Kwiaty, który znalazł się na albumie zespołu o tym samym tytule, a także znalazł się na kompilacji Lustro oraz wykonywany był przez zespół Farben Lehre i znalazł się między innymi na jego albumie Farbenheit z 2005. Mikołajczyk odszedł z grupy w 1987, ale dalej pisał dla zespołu teksty.
Zmarł 24 kwietnia 2021 w wieku 53 lat. Został pochowany na cmentarzu Farnym w Grudziądzu.